# Quattro Giorni di Dunkerque 1979
La Quattro Giorni di Dunkerque 1979, venticinquesima edizione della corsa, si svolse dal 9 al 13 maggio su un percorso di 926 km ripartiti in 5 tappe (la quarta e la quinta suddivise in due semitappe), con partenza e arrivo a Dunkerque. Fu vinta dal belga Daniel Willems della Ijsboerke-Warncke Eis davanti all'olandese Bert Oosterbosch e al belga Jean-Luc Vandenbroucke.

## Tappe
| Tappa  | Data      | Percorso                                                  | km   | Vincitore di tappa | Leader cl. generale |
| ------ | --------- | --------------------------------------------------------- | ---- | ------------------ | ------------------- |
| 1ª     | 9 maggio  | Dunkerque > Dunkerque                                     | 207  | Marc Demeyer       | Marc Demeyer        |
| 2ª     | 10 maggio | Aire-sur-la-Lys > San Quintino                            | 184  | Marc Demeyer       | Marc Demeyer        |
| 3ª     | 11 maggio | San Quintino > Saint-Amand-les-Eaux                       | 198  | Martin Havik       | Marc Demeyer        |
| 4ª-1ª  | 12 maggio | Saint-Amand-les-Eaux > Villeneuve-d'Ascq                  | 118  | Roger De Vlaeminck | Marc Demeyer        |
| 4ª-2ª  | 12 maggio | Villeneuve-d'Ascq > Villeneuve-d'Ascq (cron. individuale) | 19,2 | Daniel Willems     | Daniel Willems      |
| 5ª-1ª  | 13 maggio | Villeneuve-d'Ascq > Poperinge                             | 116  | Marc Demeyer       | Daniel Willems      |
| 5ª-2ª  | 13 maggio | Poperinge > Dunkerque                                     | 84   | Roger De Vlaeminck | Daniel Willems      |
| Totale | Totale    | Totale                                                    | 926  |                    |                     |

## Dettagli delle tappe

### 1ª tappa
- 9 maggio: Dunkerque > Dunkerque – 207 km

| Pos. | Corridore        | Squadra    | Tempo    |
| ---- | ---------------- | ---------- | -------- |
| 1    | Marc Demeyer     | Flandria   | 5h28'01" |
| 2    | Daniel Willems   | Ijsboerke  | s.t.     |
| 3    | Piet van Katwijk | TI-Raleigh | s.t.     |

| Pos. | Corridore    | Squadra  | Tempo |
| ---- | ------------ | -------- | ----- |
| 1    | Marc Demeyer | Flandria |       |

### 2ª tappa
- 10 maggio: Aire-sur-la-Lys > San Quintino – 184 km

| Pos. | Corridore          | Squadra    | Tempo    |
| ---- | ------------------ | ---------- | -------- |
| 1    | Marc Demeyer       | Flandria   | 4h54'30" |
| 2    | Roger De Vlaeminck | Gis Gelati | s.t.     |
| 3    | Guido Van Sweevelt | Ijsboerke  | s.t.     |

| Pos. | Corridore    | Squadra  | Tempo |
| ---- | ------------ | -------- | ----- |
| 1    | Marc Demeyer | Flandria |       |

### 3ª tappa
- 11 maggio: San Quintino > Saint-Amand-les-Eaux – 198 km

| Pos. | Corridore    | Squadra    | Tempo    |
| ---- | ------------ | ---------- | -------- |
| 1    | Martin Havik | TI-Raleigh | 4h47'03" |
| 2    | Roger Legeay | Peugeot    | s.t.     |
| 3    | Jan Raas     | TI-Raleigh | a 7"     |

| Pos. | Corridore    | Squadra  | Tempo |
| ---- | ------------ | -------- | ----- |
| 1    | Marc Demeyer | Flandria |       |

### 4ª tappa - 1ª semitappa
- 12 maggio: Saint-Amand-les-Eaux > Villeneuve-d'Ascq – 118 km

| Pos. | Corridore          | Squadra    | Tempo    |
| ---- | ------------------ | ---------- | -------- |
| 1    | Roger De Vlaeminck | Gis Gelati | 2h36'14" |
| 2    | Marc Demeyer       | Flandria   | s.t.     |
| 3    | Jan Raas           | TI-Raleigh | s.t.     |

| Pos. | Corridore    | Squadra  | Tempo |
| ---- | ------------ | -------- | ----- |
| 1    | Marc Demeyer | Flandria |       |

### 4ª tappa - 2ª semitappa
- 12 maggio: Villeneuve-d'Ascq > Villeneuve-d'Ascq (cron. individuale) – 19,2 km

| Pos. | Corridore          | Squadra    | Tempo  |
| ---- | ------------------ | ---------- | ------ |
| 1    | Daniel Willems     | Ijsboerke  | 23'57" |
| 2    | Roger De Vlaeminck | Gis Gelati | a 43"  |
| 3    | Bert Oosterbosch   | TI-Raleigh | a 44"  |

| Pos. | Corridore      | Squadra   | Tempo |
| ---- | -------------- | --------- | ----- |
| 1    | Daniel Willems | Ijsboerke |       |

### 5ª tappa - 1ª semitappa
- 13 maggio: Villeneuve-d'Ascq > Poperinge – 116 km

| Pos. | Corridore          | Squadra    | Tempo    |
| ---- | ------------------ | ---------- | -------- |
| 1    | Marc Demeyer       | Flandria   | 2h34'14" |
| 2    | Roger De Vlaeminck | Gis Gelati | s.t.     |
| 3    | Yvon Bertin        | Renault    | s.t.     |

| Pos. | Corridore      | Squadra   | Tempo |
| ---- | -------------- | --------- | ----- |
| 1    | Daniel Willems | Ijsboerke |       |

### 5ª tappa - 2ª semitappa
- 13 maggio: Poperinge > Dunkerque – 84 km

| Pos. | Corridore          | Squadra    | Tempo    |
| ---- | ------------------ | ---------- | -------- |
| 1    | Roger De Vlaeminck | Gis Gelati | 2h02'05" |
| 2    | Jan Raas           | TI-Raleigh | s.t.     |
| 3    | Daniel Willems     | Ijsboerke  | s.t.     |

| Pos. | Corridore              | Squadra    | Tempo     |
| ---- | ---------------------- | ---------- | --------- |
| 1    | Daniel Willems         | Ijsboerke  | 22h46'06" |
| 2    | Bert Oosterbosch       | TI-Raleigh | a 49"     |
| 3    | Jean-Luc Vandenbroucke | Peugeot    | a 51"     |

## Classifiche finali

### Classifica generale
| Pos. | Corridore              | Squadra               | Tempo     |
| ---- | ---------------------- | --------------------- | --------- |
| 1    | Daniel Willems         | Ijsboerke-Warncke Eis | 22h46'06" |
| 2    | Bert Oosterbosch       | Ti-Raleigh-Mc Gregor  | a 49"     |
| 3    | Jean-Luc Vandenbroucke | Peugeot-Esso-Michelin | a 51"     |
| 4    | Gregor Braun           | Peugeot-Esso-Michelin | a 1'03"   |
| 5    | Leo van Vliet          | Ti-Raleigh-Mc Gregor  | a 1'46"   |
| 6    | André Dierickx         | Ijsboerke-Warncke Eis | s.t.      |
| 7    | Roger Rosiers          | La Redoute-Motobecane | a 1'54"   |
| 8    | Hennie Kuiper          | Peugeot-Esso-Michelin | a 1'55"   |
| 9    | Roger Legeay           | Peugeot-Esso-Michelin | a 2'04"   |
| 10   | Jacques Bossis         | Peugeot-Esso-Michelin | a 2'09"   |